# Públio Galério Trácalo
Públio Galério Trácalo (em latim: Publius Galerius Trachalus) foi um senador romano eleito cônsul em 68 com Sílio Itálico. Oriundo da região de Arrímino, provavelmente era um descendente do equestre Caio Galério que serviu como prefeito do Egito entre 16 e 31.
Foi um notável orador, elogiado por Quintiliano.

## Carreira
Durante o ano dos quatro imperadores (69), Trácalo serviu como conselheiro de Otão e escapou de ser punido por intervenção de Galéria Fundana, uma parente sua que era imperatriz e esposa de Vitélio. Entre 78 e 79, foi procônsul da África.